# Thai Smile
Thai Smile (тай. ไทยสมายล์แอร์เวย์) — тайська авіакомпанія, була створена в 2011 році.

## Флот
- 6 Airbus A320-200
- 14 Airbus A320-200SL